# 동당역
동당역(베트남어: Ga Đồng Đăng / Ga 同登)은 베트남 랑선성 까오록현에 있는 베트남 철도 하노이-동당 선의 베트남 종착역이다. 옆의 중국 아이커우역(隘口站) 사이에 중국 국경선이 있으며, 난닝역에서 출발하는 노선 연장 T8701 / 8702차 열차의 정차역이기도 하다.

## 주변 역
베트남 철도
- 하노이-동당 선
  - 랑선역 – 동당역 - (아이커우역 – 후난-꽝시선과 연결)

## 같이 보기
- 베트남 철도
- 중화인민공화국의 철도